# 霍伊斯林根
霍伊斯林根是德国下萨克森州的一个市镇。总面积13.58平方公里，总人口864人，其中男性450人，女性414人（2011年12月31日），人口密度64人/平方公里。